# Il bullone
Il bullone (in russo Болт?), Op. 27, è una partitura musicale per balletto scritta da Dmitrij Dmitrievič Šostakovič tra il 1930 e il 1931 su un libretto di Vladimir Fëdorovič Smirnov (Виктор Фёдорович Смирновsta, registra teatrale). Il balletto umoristico e satirico di tre atti e sette scene fu coreografato da Fëdor Lopuchov e presentato l'8 aprile 1931 al Teatro Accademico Statale di Opera e Balletto di Leningrado. Non fu più eseguito fino al 2005, quando una coreografia in due atti di Alexei Ratmansky fu eseguita al Teatro Bol'šoj di Mosca.

## Trama
Il balletto è una storia ironica del lavoro trascurato in una fabbrica sovietica. Il pigro Lyonka odia il lavoro e insieme a un prete locale e un cospiratore antisovietico ha in programma di sabotare il macchinario mettendoci un bullone. Il loro piano è sventato da un gruppo dei Giovani Comunisti.

## Strumentazione
3 flauti (2 e 3 anche ottavino), 3 oboi (3 anche corno inglese), 3 clarinetti (3 anche clarinetto piccolo), 3 fagotti (3 anche controfagotto), 6 corni, 3 trombe, 3 tromboni, basso tuba, timpani, triangolo, tamburello, tamburo, piatti, grancassa, tam-tam, glockenspiel, xilofono, archi
Banda finale: 3 cornette, 2 tromboni, 8 corni

## Accoglienza
La première fu l'unica esecuzione per 74 anni, in quanto il pubblico la derise e la critica la rimproverò per le sue intenzioni non sovietiche. Insieme ad altri suoi balletti, Chiaro fiume e L'età dell'oro, il lavoro fu bandito dalle autorità dopo la prima denuncia contro Šostakovič nel 1936. Successivamente ne inserì parti in altra sua musica.
(Gerard McBurney)

## Suite
Šostakovič ricavò una suite dal balletto, Op. 27a, con otto movimenti:
1. Ouverture: Adagio - Allegro
2. Il burocrate (Polka): Allegretto
3. La danza del carrettiere (variazioni): Moderato non troppo
4. Danza di Kozelkov e dei suoi amici (Tango): Allegretto - Andante - Allegro
5. Intermezzo: Allegretto
6. Danza della schiava coloniale
7. L'imbonitore
8. Danza generale ed apoteosi (Finale): Presto[2]